# Chrysodeixis subsidens
Chrysodeixis subsidens ist ein in Australien vorkommender  Schmetterling (Nachtfalter) aus der Familie der Eulenfalter (Noctuidae).

## Merkmale

### Falter
Die Falter erreichen eine Flügelspannweite von 26 bis 32 Millimetern. Die Vorderflügeloberseite ist dunkelbraun bis violett braun gefärbt und sehr leicht marmoriert. Die silberweiß schimmernde, tropfenförmige Makel, die dem Gamma aus dem griechischen Alphabet ähnelt, ist meist ungeteilt. Das Mittelfeld zwischen Silbermakel und Innenrand ist schwarzbraun verdunkelt, eine weißliche Bogenlinie beginnt an der Gabel des Gamma-Zeichens und endet am Innenrand nahe der Flügelwurzel. Die Hinterflügel sind zeichnungslos graubraun, am Saum etwas verdunkelt. Der Thorax ist pelzig behaart und mit Haarbüscheln versehen.

### Raupe
Ausgewachsene Raupen sind gelbgrün bis grasgrün gefärbt. Sie zeigen schmale weißliche Rücken- und Nebenrückenlinien sowie einen weißen Seitenstreifen. Ihre Bauchfüße sind reduziert, wodurch sie bei der Fortbewegung Spanner-Raupen ähneln.

### Ähnliche Arten
Bei Chrysodeixis eriosoma ist das Gamma-Zeichen bei der überwiegenden Anzahl der Falter geteilt, die weißliche Bogenlinie ist  nur schwach ausgebildet.

## Verbreitung und Lebensraum

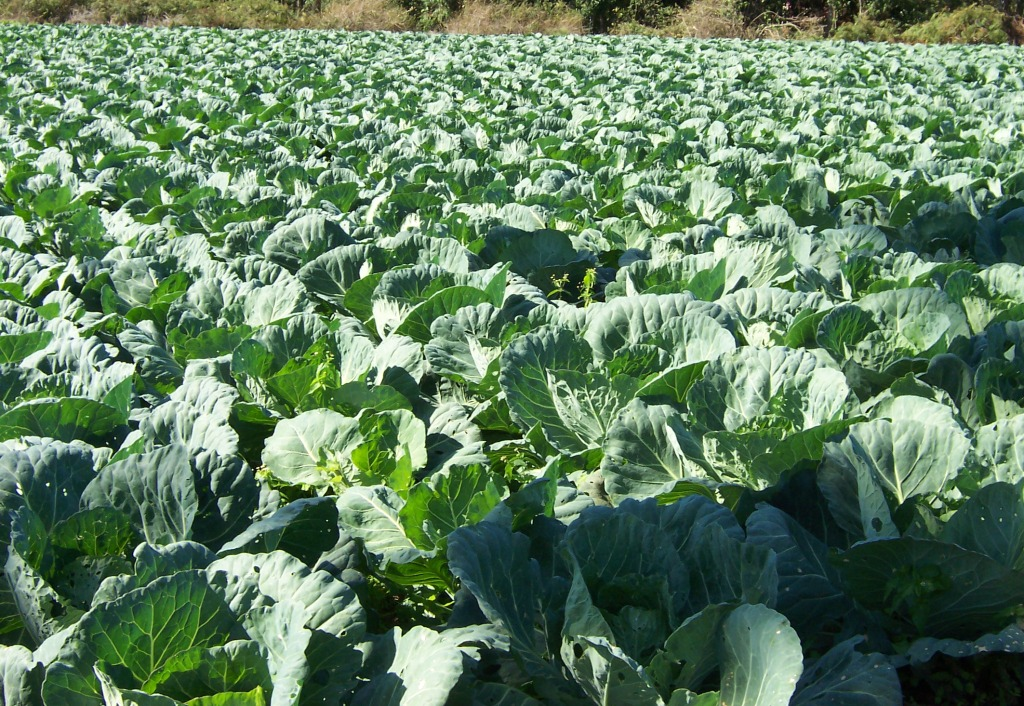
Typisches Gemüsekohlfeld (Brassica oleracea), wo die Raupen zuweilen schädlich auftreten

Chrysodeixis subsidens kommt im Südwesten und Südosten Australiens sowie auf Tasmanien vor. Die Art ist in vielen verschiedenen Biotopen heimisch und besiedelt zunehmend auch landwirtschaftlich genutzte Flächen.

## Lebensweise
Die Falter sind das gesamte Jahr hindurch anzutreffen. Sie sind überwiegend nachtaktiv und besuchen künstliche Lichtquellen. Die Raupen ernähren sich von den Blättern vieler verschiedener Pflanzen. Sie bevorzugen Kohl (Brassica) (englisch: cabbage). An Gemüsekohl (Brassica oleracea) treten sie jahrweise schädlich auf. Im englischen Sprachgebrauch wird die Art zuweilen als Australian Cabbage Looper bezeichnet, was einerseits ihre Vorliebe für Kohl, andererseits die loopingähnliche Bewegung der Raupen mit den reduzierten Bauchfüßen ausdrückt. Als Nahrung dienen den Raupen auch diverse weitere Gemüsearten.